# Saladin Ahmed
Pour les articles homonymes, voir Ahmed.
Œuvres principales
Throne of the Crescent Moon
Saladin Ahmed, né le 4 octobre 1975 à Détroit dans le Michigan, est un écrivain américain de science-fiction et de fantasy.

## Prix
- 2013 : prix Locus du meilleur premier roman, pour Throne of the Crescent Moon
- 2018 : prix Eisner de la meilleure nouvelle série pour Black Bolt (avec Christian Ward)

## Œuvres

### Romans
- (en) Throne of the Crescent Moon, DAW Books, 2012Prix Locus du meilleur premier roman 2013

### SérieWild Cards
1. (en) Low Chicago, 2018Anthologie de nouvelles écrites avec Paul Cornell, Marko Kloos (en), John J. Miller, Mary Anne Mohanraj, Kevin Andrew Murphy (en), Christopher Rowe et Melinda Snodgrass

### Recueils de nouvelles
- (en) Engraved on the Eye, Ridan Publishing, 2012

### Nouvelles
- (en) Where Virtue Lives, 2009
- (en) Hooves and the Hovel of Abdel Jameela, 2009
- (en) Judgment of Swords and Souls, 2009
- (en) Doctor Diablo Goes Through The Motions, 2010
- (en) General Akmed's Revenge?, 2010
- (en) Mister Hadj's Sunset Ride, 2010
- (en) The Faithful Soldier, Prompted, 2010
- (en) The Djinn Prince in America: A Microepic in 9 Tracks, 2011
- (en) Iron Eyes and the Watered-Down World, 2012
- (en) Amethyst, Shadow, and Light, 2013
- (en) Without Faith, Without Law, Without Joy, 2013